# 非洲集團
非洲国家集团，即非洲集团，是联合国五个区域集团之一。它由来自非洲大陆的54个会员国组成。非洲集团是最大的区域性集团，成员国数量占联合国全体会员国数量的28%。
与所有区域集团一样，该集团是一个非约束性对话集团，讨论区域和国际范围内的议题。此外，该组织还会提名成员国为候选人来帮助分配联合国机构的席位。  

## 工作
与所有地区集团一样，该集团在促进地缘利益方面发挥着重要作用。它为成员国提供了一个平台，以便成员国之间就国际问题交换意见、与进国际组织正在讨论的议题、就复杂问题建立共同立场并准备反映集团联合立场的声明。  
但最重要的是，该小组能够讨论和协调该地区在不同联合国组织中的候选人。 

## 成员国
非洲集团成员国如下：
 
- 阿尔及利亚
- 安哥拉
- 布吉納法索
- 喀麦隆
- 中非
- 刚果共和国
- Côte D'Ivoire
- 刚果民主共和国
- 埃及
- 赤道几内亚
- 衣索比亞
- Eswatini
- 加彭
- Gambia (Republic of The)
- 几内亚
- 賴索托
- 利比里亚
- 利比亞
- 马达加斯加
- 马拉维
- 毛里塔尼亚
- 模里西斯
- 摩洛哥
- 莫桑比克
- 纳米比亚
- 尼日尔
- 奈及利亞
- 卢旺达
- 聖多美和普林西比
- 塞内加尔
- 塞舌尔
- 南非
- 南蘇丹
- 苏丹
- 多哥
- 突尼西亞
- 乌干达
- United Republic of Tanzania
- 尚比亞
- 辛巴威

## 表示

### 安全理事会
非洲集团目前在安全理事会占有3个席位，均为非常任理事国。该集团现任安理会成员为：  
| 国家     | 任期                          |
| -------- | ----------------------------- |
| 加彭     | 2022年1月1日 — 2023年12月31日 |
|          | 2022年1月1日 — 2023年12月31日 |
| 莫桑比克 | 2023年1月1日 — 2024年12月31日 |

### 经社理事会
非洲集团目前在联合国经济及社会理事会占有14个席位。该集团在经社理事会中成员为：  
| 国家       | 任期                                    |
| ---------- | --------------------------------------- |
|            | 2022 年 1 月 1 日 - 2024年12月31日      |
| 突尼西亞   |                                         |
| 坦桑尼亚   |                                         |
|            |                                         |
| 模里西斯   |                                         |
| 利比里亚   | 2021 年 1 月 1 日 – 2023 年 12 月 31 日 |
| 利比亞     | 2021 年 1 月 1 日 – 2023 年 12 月 31 日 |
| 马达加斯加 | 2021 年 1 月 1 日 – 2023 年 12 月 31 日 |
| 奈及利亞   | 2021 年 1 月 1 日 – 2023 年 12 月 31 日 |
| 辛巴威     | 2021 年 1 月 1 日 – 2023 年 12 月 31 日 |
|            | 2020 年 1 月 1 日 — 2022 年 12 月 31 日 |
|            |                                         |
| 刚果共和国 |                                         |
| 加彭       |                                         |
| 安哥拉     | 2019 年 1 月 1 日 — 2021 年 12 月 31 日 |
| 埃及       | 2019 年 1 月 1 日 — 2021 年 12 月 31 日 |
| 衣索比亞   | 2019 年 1 月 1 日 — 2021 年 12 月 31 日 |
|            | 2019 年 1 月 1 日 — 2021 年 12 月 31 日 |

### 人权理事会
非洲集团目前在联合国人权理事会占有13个席位。该集团现任人权理事会成员包括：  
| 国家       | 任期                                    |
| ---------- | --------------------------------------- |
|            | 2021 年 1 月 1 日 — 2023 年 12 月 31 日 |
| 加彭       |                                         |
| 马拉维     |                                         |
| 塞内加尔   |                                         |
| 利比亞     | 2020 年 1 月 1 日 — 2022 年 12 月 31 日 |
| 毛里塔尼亚 | 2020 年 1 月 1 日 — 2022 年 12 月 31 日 |
| 纳米比亚   | 2020 年 1 月 1 日 — 2022 年 12 月 31 日 |
| 苏丹       | 2020 年 1 月 1 日 — 2022 年 12 月 31 日 |
| 布吉納法索 | 2019 年 1 月 1 日 — 2021 年 12 月 31 日 |
| 喀麦隆     | 2019 年 1 月 1 日 — 2021 年 12 月 31 日 |
|            | 2019 年 1 月 1 日 — 2021 年 12 月 31 日 |
|            | 2019 年 1 月 1 日 — 2021 年 12 月 31 日 |
| 多哥       | 2019 年 1 月 1 日 — 2021 年 12 月 31 日 |

### 大会主席
非洲集团有资格每五年选举一名联合国大会主席。 
以下是该组织自 1963 年正式成立以来的历任联合国大会主席名单：
| 当选年份 | 大会届数 | 主席姓名                   | 国籍           | 备注                                                     |
| -------- | -------- | -------------------------- | -------------- | -------------------------------------------------------- |
| 1964     | 19th     | 亚历克斯·奎森-萨基         |                |                                                          |
| 1969     | 24th     | 安吉·布鲁克斯-伦道夫       | 利比里亚       |                                                          |
| 1974     | 29th     | 阿卜杜勒-阿齐兹·布特弗利卡 | 阿尔及利亚     |                                                          |
| 1979     | 34th     | 萨利姆·萨利姆              | 坦桑尼亚       | 同时主持了联合国大会第6、7届紧急特别会议和第11届特别会议 |
| 1984     | 39th     | 保罗·卢萨卡                | 尚比亞         |                                                          |
| 1989     | 44th     | 约瑟夫·南文·加尔巴         | 奈及利亞       | 同时主持了联合国大会第16、17和18届特别会议               |
| 1994     | 49th     | 阿马拉·埃西                |                |                                                          |
| 1999     | 第54届   | 西奥-本·古里拉布           | 纳米比亚       | 同时主持了联合国大会第22、23和24届特别会议               |
| 2004     | 第59届   | 让·平                      | 加彭           |                                                          |
| 2009     | 第64届   | 阿里·阿卜杜萨拉姆          | 利比亞         | 同事主持了联合国大会第29届特别会议                       |
| 2014     | 第69届   | 萨姆·库泰萨                | 乌干达         |                                                          |
| 2019     | 第74届   | 蒂賈尼·穆罕默德·班德       | 奈及利亞       |                                                          |
| 2023     | 第79届   | 丹尼斯·弗朗西斯            | 千里達及托巴哥 |                                                          |
| 未来     |          |                            |                |                                                          |
| 2028     | 84th     | TBA                        | TBA            |                                                          |
| 2033     | 89th     | TBA                        | TBA            |                                                          |